# Testament (filme)
Testament (bra: Herança Nuclear; prt: Testamento) é um filme norte-americano de 1983, dos gêneros ficção científica e drama, dirigido por Linne Littman, com roteiro de John Sacret Young baseado no conto The Last Testament, de Carol Amen.

## Sinopse
Em uma pequena cidade da Califórnia, em plena Guerra Fria, Carol Wetherly lida com os efeitos de uma catástrofe nuclear sobre sua família e seus amigos. Eles não foram atingidos de imediato pela explosão da Bomba, mas vão sucumbindo aos poucos à radioatividade. Agora, a grande preocupação de Carol e dos outros adultos é com a sobrevivência das crianças.

## Principais premiações
| Patrocinador                                            | Prêmio        | Categoria                                        | Situação                     |
| ------------------------------------------------------- | ------------- | ------------------------------------------------ | ---------------------------- |
| Academia de Artes e Ciências Cinematográficas           | Oscar         | Melhor Atriz (Jane Alexander)                    | Indicado                     |
| Associação de Correspondentes Estrangeiros de Hollywood | Golden Globe  | Melhor Atriz em Filme Dramático (Jane Alexander) | Indicado                     |
| National Board of Review                                | NBR Award     | Dez Melhores Filmes de 1983                      | Escolhido[carece de fontes?] |
| Festival do Filme Fantástico de Avoriaz                 | Grande Prêmio | Melhor Filme                                     | Indicado[carece de fontes?]  |

## Elenco
| Ator/Atriz     | Personagem        |
| -------------- | ----------------- |
| Jane Alexander | Carol Wetherly    |
| William Devane | Tom Wetherly      |
| Ross Harris    | Brad Wetherly     |
| Roxana Zal     | Mary Liz Wetherly |
| Lukas Haas     | Scottie Wetherly  |
| Philip Anglim  | Hollis            |
| Lilia Skala    | Fania             |
| Leon Ames      | Henry Abhart      |
| Lurene Tuttle  | Rosemary Abhart   |
| Kevin Costner  | Phil Pitkin       |
| Mako           | Mike              |
| Mico Olmos     | Larry             |